# Tetrahydrokannabiwarin
Tetrahydrokannabiwarin (THCV) – organiczny związek chemiczny z grupy kannabinoidów występujący w konopiach; homolog tetrahydrokannabinolu (THC). Jest antagonistą receptorów CB1, przez co blokuje działanie THC. Może jednak posiadać właściwości psychoaktywne, ponieważ w większych dawkach działa jako agonista receptorów CB2.